# Erhard Lonscher
Erhard Lonscher (* 28. Juli 1925 in Patschkau; † 28. Juni 2013 in Berlin) war ein Parteifunktionär der DDR-Blockpartei NDPD. 

## Leben
Der Sohn eines Lehrers wuchs bei seinem Großvater auf und wurde nach dem Besuch einer Lehrerbildungsanstalt ebenfalls Lehrer. Er beantragte am 6. Januar 1943 die Aufnahme in die NSDAP und wurde zum 20. April desselben Jahres aufgenommen (Mitgliedsnummer 9.455.603). 1943 wurde er zur Wehrmacht eingezogen und geriet kurz vor Kriegsende am 2. Mai 1945 in sowjetische Kriegsgefangenschaft. Nach dem Besuch einer Antifa-Schule kehrte er im Januar 1949 nach Deutschland zurück. Im selben Jahr trat er der NDPD bei und arbeitete ab 1952 als hauptamtlicher Mitarbeiter ihres Parteivorstandes. Nach einem Fernstudium an der Deutschen Akademie für Staats- und Rechtswissenschaft (DASR) in Potsdam war er von 1963 bis 1966 Direktor der Zentralen Parteischule der NDPD in Waldsieversdorf (Kr. Strausberg). Von 1963 bis 1990 war er Mitglied des Hauptausschusses der NDPD und seines Parteivorstandes. Von 1966 bis 1973 leitete er als Vorsitzender den NDPD-Bezirksverband Halle, anschließend fungierte er bis 1985 als Sekretär bzw. bis 1990 als Mitglied des Sekretariats des NDPD-Hauptausschusses. Von 1976 bis 1986 gehörte er der Volkskammer an. Von 1985 bis 1990 war er erneut Direktor der Zentralen Parteischule der NDPD in Waldsieversdorf (Kr. Strausberg). Seit 1990 lebte er als Rentner in Berlin. Mit seiner Partei trat er 1990 dem Bund Freier Demokraten (BFD) bei. Im Sommer 1990 trat er wieder aus, da der BFD sich mit der FDP vereinigt hatte.

## Auszeichnungen
- 1958 Vaterländischer Verdienstorden in Bronze[2]
- 1975 Orden Banner der Arbeit Stufe I
- 1985 Vaterländischer Verdienstorden in Gold